# Carl von Brandenstein
Pour les articles homonymes, voir Brandenstein.
Carl Eduard Franz Moritz Christoph Freiherr von Brandenstein (né le 15 septembre 1875 à Pegau, royaume de Saxe et mort le 23 juillet 1946 à Woltersdorf) est un avocat administratif et homme politique allemand (SPD). 

## Biographie
Ses parents sont l'officier saxon Karl Christoph Albert von Brandenstein (né le 7 février 1851) et sa femme Elisabeth Quautius d'Altenbourg. Carl grandi à Prößdorf. Entre 1885 et 1894, il étudie au lycée d'Altenbourg. Il étudie ensuite l'histoire et le droit à l'Université Eberhard Karl de Tübingen. En 1895, il devient actif dans le Corps Borussia Tübingen (de). Il poursuit ses études à l'Université de Göttingen et à l'Université rhénane Frédéric-Guillaume de Bonn. Il passe l'examen d'État au tribunal régional supérieur de Cologne. À partir de 1904, il travaillé comme avocat stagiaire au conseil du district de Mersebourg et à partir de 1908 en tant que chef du département de la construction routière et ferroviaire de l'administration provinciale de Hanovre. Entre 1912 et 1917, il travaillé comme administrateur de l'arrondissement de Bleckede (de). 
À la fin de 1917, Carl von Brandenstein est conseiller d'État de la Principauté Reuss branche cadette à Gera. Il occupe plusieurs postes ministériels, se rapproche du SPD et est membre du gouvernement de l'éphémère État populaire de Reuss en 1919/1920. Après la fondation du Land de Thuringe, il est ministre de l'Intérieur de 1920 à 1921 et ministre de la Justice de 1921 à 1922. Brandenstein est l'un des fondateurs de la Ligue impériale républicaine en mars 1921 et en devient le premier président (jusqu'en 1923, après quoi il en est le Gauleiter en Thuringe jusqu'en 1927). En septembre 1921, il rejoint le SPD, et peu de temps après la Reichsbanner Schwarz-Rot-Gold. Il se retire de la politique en 1927 à l'âge de 52 ans et démissionne de ses fonctions. Il prend d'abord sa résidence de retraite à Berlin, et à partir de 1930 à Woltersdorf, dans la banlieue sud-est de Berlin. Dans la zone d'occupation soviétique, il occupe des postes honorifiques dans la politique locale de Woltersdorf. Il décède à l'âge de 70 ans.